# حزب العمل الجديد
حزب العمل الجديد هو حزب سياسي سلفي في مصر.